# Рентер, Рауль Юлиусович
Рауль Юлиусович Рентер (эст. Raul Renter, 1 августа 1920, Таллин — 20 ноября 1992, Таллин) — эстонский шахматист, двукратный чемпион Эстонии по шахматам.

## Биография
Окончил Таллинский французский лицей в 1938 году, а в 1948 году — экономический факультет Таллинского политехнического института. В 1964 году стал кандидатом экономических наук, а в 1975 году защитил докторскую диссертацию по экономике. Написал научные работы по проблемам социально-экономического прогнозирования. С 1957 по 1965 год работал заместителем начальника управления экономики при Совете Министров Эстонской ССР. С 1965 по 1978 год был директором лаборатории в экономическом институте академии наук Эстонской ССР. С 1978 по 1992 год был заведующим кафедрой Института экономического управления.
С конца 1930-х годов постоянный участник шахматных соревновании в Эстонии. В чемпионатах Эстонии по шахматам завоевал 2 золотые (1946, 1949), серебряную (1945) и 3 бронзовые медали (1943, 1947, 1952). В 1950 году победил на традиционном турнире в Пярну. В 1955 году был соавтором учебника по шахматной игре на эстонском языке «Maleõpik».